# Hengill
Hengill er en vulkan som ligger i det sydvestlige Island, syd for Þingvellir. Den dækker et område på cirka 100 km². Vulkanen er stadig aktiv, som ses ved dens mange varme kilder og fumaroler, men det seneste udbrud fandt sted for omkring 2.000 år siden.
Hengill-vulkansystemet, som strækker sig gennem søen Thingvallavatn, består af en række nordøst-sydvest-gående sprækkekratere, krater-rækker og små skjoldvulkaner i en graben med mange forkastninger. Dette system er det østligste af en serie af fire tæt placerede basaltiske sprækkesystemer, der skærer diagonalt gennem Reykjanes. Geologisk set er Hengill-systemet det yngste i området og krydset af en sværm af unge krater-rækker og spalter.
Hengill-vulkanen og de tilknyttede geotermiske felter dækker 110 km² og er Islands største udnyttede område med høj entalpi geotermisk energi. Der findes tre kendte vulkanske systemer i området, hver bestående af en central vulkan og krydsende sprækkesværm karakteriseret ved hyaloklastitiske rygge.
Der registreret seismisk aktivitet i form af små jordskælvssværme under Hengill-vulkanen i marts 2022, måske forårsaget af pumpning af vand i området.